# (500249) 2012 JY65
(500249) 2012 JY65 es un asteroide perteneciente al cinturón de asteroides, descubierto el 15 de mayo de 2012 por el equipo del Pan-STARRS desde el Observatorio de Haleakala, Hawái, Estados Unidos.

## Designación y nombre
Designado provisionalmente como 2012 JY65.

## Características orbitales
2012 JY65 está situado a una distancia media del Sol de 2,614 ua, pudiendo alejarse hasta 3,237 ua y acercarse hasta 1,991 ua. Su excentricidad es 0,238 y la inclinación orbital 5,298 grados. Emplea 1544,14 días en completar una órbita alrededor del Sol.
El próximo acercamiento a la órbita terrestre se producirá el 19 de diciembre de 2060.

## Características físicas
La magnitud absoluta de 2012 JY65 es 17,1.